# Angela Farrell
Angela Farrell (Donegal, 1952) ír énekesnő. Írországot képviselte az 1971-es Eurovíziós Dalfesztiválon One Day Love című dalával. A versenyen 79 pontot szerzett, így a 11. helyezést érte el a tizennyolc fős mezőnyben.

## Kislemezek
- One Day Love (1971)
- How Near Is Love (1971)
- I Am (1971)
- Somewhere In The Shadow of My Dreams (1971)
- Top of the World (1972)
- Dusty (1972)

## Fordítás
- Ez a szócikk részben vagy egészben  az   Angela Farrell című angol Wikipédia-szócikk ezen változatának fordításán alapul.  Az eredeti cikk szerkesztőit annak laptörténete sorolja fel. Ez a jelzés csupán a megfogalmazás eredetét és a szerzői jogokat jelzi, nem szolgál a cikkben szereplő információk forrásmegjelöléseként.